# Campeonato Guianense de Futebol Feminino
O Campeonato Guianense de Futebol Feminino, também conhecido como GFF Women's League em inglês, é o principal torneio de futebol entre mulheres da Guiana. Foi criado em 2016, sendo gerenciado pela Federação de Futebol da Guiana (GFF).
Em 2024, o torneio passará a classificar para a Copa dos Campeões da CONCACAF Feminina, em sua fase preliminar.

## Histórico
A primeira competição oficial de futebol feminino na Guiana foi a National Women's Development League, criada pela federação guianense em 2016 para desenvolver o futebol interclubes no país.
Antes dela, algumas competições entre seleções regionais haviam sido organizadas pela GFF e pela Women Football Association (WFA) desde 2006, como também alguns torneios interclubes foram realizados pelas associações regionais. Dentre estes, o North Rupununi tournament e o Annual Foxy Ladies Football Tournament foram os mais importantes, tendo sido realizados anualmente.[carece de fontes?]
Em 2018, a liga teve uma importante expansão, sendo realizada de outubro deste ano até março de 2019, e contando com a partipação de 49 equipes, divididas em grupos regionalizados.
Em 2019, a GFF recebeu um importante apoio da Associação Dinamarquesa de Futebol (DBU) para a realização da liga, que contou com a partipação de 37 equipes.
Entre 2020 e 2021, o torneio não foi realizado, devido à pandemia de COVID-19. Retornando em 2022, o campeonato ofereceu o maior prêmio da história até então, de mais de 400 mil dólares guianenses no total, fornecido pela MVP Sports.
Em 2023, foi finalmente criada a GFF Women's League, uma liga profissional disputada pelos principais clubes do país e que possui duas divisões.

## Campeões
| 1ª | 2016-17 | GDF FC           | Paiwomak Warriors FC |                |                |
| 2ª | 2018-19 | Desconhecido     |                      |                |                |
| 3ª | 2019-20 | Fruta Conquerors | Lady Panthers        |                |                |
|    | 2020-21 | Cancelada(CAN)   | Cancelada(CAN)       | Cancelada(CAN) | Cancelada(CAN) |
| 4ª | 2022-23 | GDF FC           | Fruta Conquerors     |                |                |
| 5ª | 2023-24 | GDF FC           | Police FC            |                |                |
| 6ª | 2025    |                  |                      |                |                |